# Madhur Bhandarkar
Madhur Bhandarkar (मधुर भंडारकर, ur. 26 sierpnia 1968) – urodzony w braminskiej rodzinie w Maharasztrze reżyser indyjski realizujący filmy do własnych scenariuszy. 3 nagrody, 6 nominacji do nagród (za Chandni Bar i Page 3).
Głównymi bohaterkami jego filmów są kobiety - Tabu i Chandni Bar, Raveena Tandon w Satta, Konkona Sen Sharma w Page 3 i Bipasha Basu w Corporate.

## Filmografia

### Reżyser
- Za kratami (2009)
- Fashion (2008)
- Traffic Signal (2007)
- Corporate (2006)
- Page 3 (2005)
- Aan: Men at Work (2004)
- Satta (2003)
- Chandni Bar (2001)
- Trishakti (1999)

### Scenarzysta
- Fashion (2007)
- Traffic Signal (2007)
- Corporate (2006)
- Page 3 (2005)
- Satta (2003)
- Chandni Bar (2001)